# 976년

## 연호
- 북송(北宋) 개보(開寶) 9년 / 태평흥국(太平興國) 원년
- 요(遼) 보녕(保寧) 8년
- 일본(日本) 덴엔(天延) 4년 / 조겐(貞元) 원년
- 북한(北漢) 광운(廣運) 3년
- 딘 왕조(丁朝) 타이빈(太平) 7년

## 기년
- 북송(北宋) 태조(太祖) 17년 / 태종(太宗) 원년
- 요(遼) 경종(景宗) 8년
- 고려(高麗) 경종(景宗) 원년
- 딘 왕조(丁朝) 선제(先帝) 9년

## 사건
- 전시과 도입.

## 탄생
- 2월 5일 - 일본의 산조 천황.

## 사망
- 1월 10일 - 비잔티움의 황제 요한네스 1세
- 11월 14일 - 송나라 초대 북송 태조(北宋 太祖)
- 고려(高麗)의 태자(太子) 효성태자(孝成太子)
- 고려(高麗)의 태자(太子) 원녕태자(元寧太子)